# RealCADD
RealCADD est un logiciel de dessin assisté par ordinateur, 2D vectoriel développé depuis 1990 à partir du REALbasic.
Son interface imite l'ergonomie traditionnelle du dessin technique des ingénieurs ou des architectes pour réaliser des jeux de plans normalisés de relevé, d'avant-projet ou d'exécution des ouvrages.
Il existe en version shareware, en anglais, en allemand et en français.
Il ne doit pas être confondu avec RealCAD de CAD Software.

## Introduction
Il a été développé en partant de l'interface de MacDraw par un praticien du dessin de bâtiment qui a su réduire et simplifier les commandes à celles qui sont strictement utiles pour produire rapidement des plans normalisés dans les domaines de :
- Décoration, agencement,
- Bâtiment,
- Génie civil.

RealCADD est de ce fait d'une grande facilité de prise en main et possède les commandes principales telles que le dessin de poteaux, de portes, etc.

## Histoire
Développé en REALbasic, langage de programmation exécutable à la fois sous Windows, sous Mac OS X (natif Mac Intel et PPC), et sous linux, il bénéficie de ses évolutions.
L'utilisation de REALbasic permet de modifier ou de créer de nouvelles commandes.
Il comporte aussi des modules de calculs de fondations, de poteaux, de dalles, de charpentes, de structures en béton armé, en métal ou en bois.

## Systèmes d'exploitation

### Sous OSX
- RealCADD version standard (pas de sortie format DWG).
- RealCADD version professionnelle (avec sortie Autocad-DWG).

### Sous Windows
- Mêmes versions.

### Sous Linux
- Même version.

## Formats import / export

### Import
PICT - JPG - TIFF - DXF

### Export
DXF - Postscript (plus d'export DWG)